# Orchestre national de jazz de Montréal
L'Orchestre national de jazz de Montréal (ONJM) est un ensemble orchestral canadien à géométrie et à effectifs variables - composé d'instruments à cordes, à vent et d'une section rythmique - réunissant des chefs d’orchestre et des artistes canadiens et internationaux,.

## Description
L'Orchestre national de jazz de Montréal compte une vingtaine de musiciens réguliers. Il a pour mission de commander, présenter et enregistrer de œuvres nouvelles; d'interpréter des pièces tirées du répertoire canadien et mondial de la musique de jazz du 20e et du 21e siècle, et également de la pop, de la musique du monde et de la musique de films; de sensibiliser le public quant à l’apport et à l’importance du jazz dans la culture musicale.
L'ONJM a publié 5 albums et donné plus de 90 concerts, devant plus de 40 000 spectateurs. Il a interprété plus de 600 œuvres de plus de 70 compositeurs et arrangeurs du Canada et d'ailleurs. L'ONJM a pour directeur musical Jean-Nicolas Trottier.

## Historique

### Création (2012)
L'Orchestre national de jazz de Montréal a été créé en août 2012 par le réalisateur et producteur montréalais, Jacques Laurin - qui en assure depuis la direction générale aussi bien que la direction artistique,,. Jacquess Laurin assemble dès lors la première mouture de l'ONJM avec Christine Jensen, Marianne Trudel, Jean-Pierre Zanella, Samuel Blais, André Leroux, Frank Lozano, Alexandre Côté, Jocelyn Couture, Aron Doyle, David Carbonneau, Bill Mahar, Dave Grott, David Martin, Jean-Nicolas Trottier, Bob Ellis, Rémi-Jean Le Blanc et Kevin Warren,,.

### Les premiers concerts (2013)
Après 11 mois de préparation et d’organisation, un concert inaugural est donné le 6 juillet 2013 à Montréal, sur les planches du Théâtre Jean-Duceppe de la Place des Arts, à l’occasion de la tenue annuelle du Festival international de jazz de Montréal,. Sous la baguette de la chef Christine Jensen, avec André Leroux comme artiste invité, le premier public du nouvel orchestre de jazz a pu entendre des œuvres de Christine Jensen, Marianne Trudel, Jean-Nicolas Trottier, Joni Mitchell, Charles Mingus et John Coltrane,.
En cette première année (2013) de prestation, l'ONJM offre à son auditoire deux autres concerts d’orchestre représentatifs de sa double vocation canadienne et internationale, qui le conduit notamment à illustrer les créations de ses membres et à revisiter le répertoire universel du jazz orchestral. Un premier événement se tient avec le compositeur et tromboniste Jean-Nicolas Trottier comme artiste invité et chef d’orchestre, qui défend au pupitre quelques-uns de ses propres titres, de même que des compositions du trompettiste et chef d'orchestre légendaire Thad Jones (1923-1986). Un second événement se tient avec la chanteuse montréalaise Ranee Lee et la cheffe Christine Jensen, dans la fameuse The Nutcracker Suite de Duke Ellington (1899-1874) et Billy Strayhorn (1915-1967), ainsi que dans une œuvre de la chanteuse invitée, les Ranee Lee’s songbook.

### Consolidation (2014-2020)
Sous l'impulsion de son fondateur, Jacques Laurin, et de l'équipe initiale, l'ONJM, une fois établi par ses premiers concerts, s'affaire à consolider son statut, son organisation, sa raison d'être et ses affiliations. D'abord coopérative de solidarité au sens de la loi québécoise, l'Orchestre est devenu un OSBL en 2014, à quoi s'est ajouté un statut d’organisme de bienfaisance enregistré (OBE) au sens de la loi canadienne, avec les avantages fiscaux et autres que cette situation confère au Canada, dont celui d'émettre des reçus officiels dans le cas de dons à l'Orchestre, l'une des formes de financement en usage chez les organismes culturels modernes.
En parallèle, l'ONJM se dote d'un conseil d'administration, aujourd'hui placé sous la présidence d'Éric Fournier, Consultant en management et vice-président du Centre national des arts à Ottawa (CNA).

## Organisation

### Raison d'être
L’ONJM existe, aux fins de réunir des chefs d'orchestre et des instrumentistes de premier ordre, dont des invités nationaux et internationaux, dans le but d’interpréter en concert ou pour fin d’enregistrement des musiques de jazz orchestral issues du répertoire universel, de même que des créations nouvelles, notamment canadiennes. En sa qualité d’organisme culturel, en effet, l’ONJM s’est donné pour mandat de commander des œuvres orchestrales de jazz à des compositeurs du Québec et du Canada.

### Mission
L'ONJM a une triple mission, éducative, artistique et documentaire. Elle se doit d’éduquer le public à la musique de jazz comme discipline artistique, notamment par ses activités de concert. Elle se doit d’être un centre d’excellence artistique contribuant au perfectionnement des musiciens, compositeurs et arrangeurs de jazz. Elle se doit de défendre et d’illustrer le jazz canadien et mondial, des points de vue musical, culturel et social, par l’établissement de documentations en partie rassemblées, en partie inédites, accessibles à tous. Les archives de l'ONJM logent en partie à la Gertrude Whitley Performance Library (GWPL) de l’Université McGill et à la Bibliothèque de musique de l’Université de Montréal.

### Affiliations
Au fil des ans, l'ONJM s'est affilié à différentes associations professionnelles et s'est vu reconnaître par plusieurs institutions, notamment comme orchestre en résidence.
- Guilde des musiciens et musiciennes du Québec
- Conseil québécois de la musique
- Fédération des harmonies et des orchestres symphoniques du Québec (FHOSQ)
- International Society of Jazz Arrangers and Composers
- The Jazz Education Network
- Université de Montréal (en résidence)[10],[11]
- Fondation de la Place des Arts (en résidence)

### Commandes d'œuvres
L'ONJM, avec le concours du Conseil des arts du Canada, du Conseil des arts et des lettres du Québec et du Conseil des arts de Montréal, a commandé à ce jour une dizaine d'œuvres pour orchestre à des compositeurs canadiens, dont Jean Derome (La Force et la Beauté), Jean-Nicolas Trottier (The Mystic Mind Suite), Christine Jensen (Under the Influence Suite) et Marianne Trudel (Dans la forêt de ma mémoire), ces trois derniers ayant vu naître chacun un album spécifique pour leur composition respective. Ce sont vu également confier une commande de l'Orchestre Mireille Boily et John Hollenbeck.

## Concerts
| Date              | Lieu                                            | Titre | Invités                                                                               | Oeuvres |
| ----------------- | ----------------------------------------------- | ----- | ------------------------------------------------------------------------------------- | --- |
| 6 juillet 2013    | Théâtre Jean-Duceppe de la Place des Arts, FIJM |       | Artistes invités : Karen Young et André Leroux Chef d’orchestre : Christine Jensen    | Œuvres de Christine Jensen, Marianne Trudel, Jean-Nicolas Trottier, Joni Mitchell, Charles Mingus et John Coltrane                                                           |
| 19 septembre 2013 | L'Astral                                        |       | Artiste invité et chef d’orchestre : Jean-Nicolas Trottier                            | Œuvres de Jean-Nicolas Trottier et Thad Jones |
| 13 décembre 2013  | L'Astral                                        |       | Artiste invité : Ranee Lee Chef d’orchestre : Christine Jensen                        | Œuvres : Suite Casse-Noisette de Piotr Ilitch Tchaïkovski, réarrangée par Duke Ellington et Billy Strayhorn, ainsi que des pièces du Ranee Lee’s songbook.                   |
| 6 février 2014    | L'Astral                                        |       | Artistes invités : Rémi Bolduc Chef d’orchestre : Joe Sullivan                        | Œuvres de Rémi Bolduc, Joe Sullivan, Slide Hampton, Charlie Parker, Kirk McDonald (en), Freddie Hubbard et Dexter Gordon                                                     |
| 6 mars 2014       | L'Astral                                        |       | Artiste invité et chef d’orchestre : Alexandre Côté                                   | Œuvres de Joe Henderson, et la suite Portraits d'ici, d'Alexandre Côté |
| 3 avril 2014      | L'Astral                                        |       | Artiste invité : Jean-Pierre Zanella Chef d’orchestre : Christine Jensen              | Œuvres de Ellen Row, Bevan Manson, Bruce Wermuth, Kim Scharnberg, Steve Bramson, François Théberge et Jean-Pierre Zanella                                                    |
| 29 mars 2014      | FestiJazz des jeunes du Québec                  |       | Artiste invité et chef d’orchestre : Jean-Nicolas Trottier                            | Œuvres de Jean-Nicolas Trottier et Thad Jones |
| 1er mai 2014      | L'Astral                                        |       | Artistes invitées : Ingrid Jensen & Anne Schaefer Chef d’orchestre : Christine Jensen | Œuvres : Première mondiale de Dans la forêt de ma mémoire de Marianne Trudel (commande d’œuvre de l’ONJ), Maria Schneider, Christine Jensen, Carla Bley et Satoko Fujii (en) |

| Date              | Lieu                                           | Titre | Invités                                                                          | Oeuvres |
| ----------------- | ---------------------------------------------- | ----- | -------------------------------------------------------------------------------- | --- |
| 3 juillet 2014    | Théâtre Maisonneuve de la Place des Arts, FIJM |       | Chef d’orchestre : Christine Jensen Artistes invités : Terence Blanchard Quintet | Œuvres de Terence Blanchard, Christine Jensen                                                                                                 |
| 12 septembre 2014 | L'Astral                                       |       | Artiste invité et chef d’orchestre : Jean-Nicolas Trottier                       | Œuvres de Jim McNeely (en), Jean-Nicolas Trottier                                                                                             |
| 30 octobre 2014   | L'Astral                                       |       | Chef d’orchestre : Christine Jensen Artiste invité : Samuel Blais                | Œuvres de Darcy James Argue (en), Samuel Blais                                                                                                |
| 27 novembre 2014  | L'Astral                                       |       | Artiste invité et chef d’orchestre : Jennifer Bell                               | Œuvres : Such Sweet Thunder Suite de Duke Ellington et Notes on Montreal de Mike Rud.                                                         |
| 5 février 2015    | L'Astral                                       |       | Chef d’orchestre : Christine Jensen Artiste invité : Joel Miller                 | Œuvres de Joel Miller, Dizzy Gillespie |
| 5 mars 2015       | L'Astral                                       |       | Artiste invité et chef d’orchestre : Joe Sullivan                                | Œuvres de Jimmy Giuffre et Joe Sullivan |
| 2 avril 2015      | Théâtre Centennial de Lennoxville              |       | Chef d’orchestre : Christine Jensen                                              | Œuvres de Marianne Trudel, Christine Jensen                                                                                                   |
| 9 avril 2015      | L'Astral                                       |       | Chef d’orchestre : Joe SullivanArtistes invités : Ensemble Normand Guilbault     | Œuvres de Charles Mingus arrangées par Normand Guilbeault, Jean Derome et Joe Sullivan                                                        |
| 2 mai 2015        | L'Astral                                       |       | Chef d’orchestre : Christine Jensen Artiste invitée : Sienna Dahlen              | Œuvres : Première mondiale de Under the Influence Suite de Christine Jensen (commande d'œuvre de l’ONJ) et Sweet Time Suite, de Kenny Wheeler |

| Date             | Lieu                   | Titre | Invités | Oeuvres |
| ---------------- | ---------------------- | ----- | --- | --- |
| 1er juillet 2015 | Scène TD, FIJM         |       | Chef d’orchestre : Christine Jensen Artistes invitées : Ingrid Jensen et Karen Young                        | Œuvres : Dans la forêt de ma mémoire, de Marianne Trudel                                                                                            |
| 2 août 2015      | Festival de Lanaudière |       | Chef d’orchestre et artiste invité : Mathias Rüegg (en)                                                     | Œuvres de Duke Ellington, arrangements de Mathias Rüegg                                                                                             |
| 8 août 2015      | Centre d’Arts d’Orford |       | Chef d’orchestre : Christine Jensen Artistes invitées : Ingrid Jensen et Karen Young                        | Œuvres de Marianne Trudel, Christine Jensen, Satoko Fujii (en), Carla Bley et Maria Schneider                                                       |
| 1er octobre 2015 | OFF Festival de jazz   |       | Chef d’orchestre : Christine Jensen Artistes invitées : Ingrid Jensen et Karen Young                        | Œuvres de Marianne Trudel, Christine Jensen, Satoko Fijii, Carla Bley et Maria Schneider                                                            |
| 5 décembre 2015  | L'Astral               |       | Chef d’orchestre : Christine Jensen Artiste invitée : Jessica Vigneault                                     | Œuvres tirées des Ella Fitzgerald’s Song Books |
| 2 avril 2016     | L'Astral               |       | Chef d’orchestre : Philippe Côté Artistes invités : David Binney, Mireille Boily                            | Œuvres de David Binney et Philippe Côté |
| 7 mai 2016       | L'Astral               |       | Chef d’orchestre : Jean-Nicolas Trottier. Artistes invités : Yannick Rieu, Rafael Zaldivar, Sylvain Provost | Œuvres : Première mondiale The Mystic Mind Suite de Jean-Nicolas Trottier (commande d'œuvre de l’ONJ) et Miles Ahead Suite de Gil Evans/Miles Davis |

| Date              | Lieu                                                                   | Titre | Invités                                                                                  | Oeuvres                                                                                          |
| ----------------- | ---------------------------------------------------------------------- | ----- | ---------------------------------------------------------------------------------------- | ------------------------------------------------------------------------------------------------ |
| 7 juillet 2016    | Maison symphonique, Festival international de jazz de Montréal (FIJM), |       | Chef d’orchestre : Christine Jensen Artiste invité : Oliver Jones                        | Œuvres tirées du répertoire d'Oliver Jones et d'Oscar Peterson                                   |
| 17 juillet 2016   | Amphithéâtre Fernand-Lindsay, Festival de Lanaudière, Joliette         |       | Chef d’orchestre : Christine JensenArtiste invitée : Jessica Vigneault                   | Œuvres tirées du répertoire d'Ella Fitzgerald                                                    |
| 24 septembre 2016 | L'Astral                                                               |       | Chef d’orchestre : Jean-Nicolas Trottier. Artistes invités : Al McLean, Jean-Michel Pilc | Œuvres de John Coltrane, Al McLean, Azar Lawrence, Jean-Nicolas Trottier                         |
| 19 octobre 2016   | Capitole de Québec                                                     |       | Chef d’orchestre : Christine Jensen Artiste invitée : Jessica Vigneault                  | Œuvres tirées des Ella Fitzgerald’s Song Books                                                   |
| 3 décembre 2016   | L'Astral : concert-bénéfice spécial                                    |       | Chef d’orchestre : Christine JensenArtistes invités : Sienna Dahlen, François Bourassa   | Œuvres : Under the Influence Suite de Christine Jensen et extraits du récent CD de Sienna Dahlen |
| 18 Mars 2017      | L'Astral                                                               |       | Chef d’orchestre : Franky Rousseau. Artiste invité : Aaron Parks                         | Œuvres de Aaron Parks, Franky Rousseau, Kenny Wheeler                                            |

| Date                  | Lieu                                                                        | Titre                                                   | Invités | Oeuvres |
| --------------------- | --------------------------------------------------------------------------- | ------------------------------------------------------- | --- | --- |
| juillet 2017          | Théâtre le Gesù, Festival international de jazz de Montréal (FIJM)          |                                                         | Chef d’orchestre : John Hollenbeck. Artiste invité : Theo Bleckmann                                                                                | Œuvres de John Hollenbeck 16 juillet 2017, Festival de Lanaudière, Amphithéâtre Fernand-Lindsay 16 juillet 2017, Festival de Lanaudière, Amphithéâtre Fernand-Lindsay                                      |
| juillet 2017          | Festival de Lanaudière, amphithéâtre Fernand-Lindsay                        |                                                         | Chef d’orchestre : Jean-Nicolas Trottier. Artiste invitée : Sarah Rossy                                                                            | Œuvres de Glenn Miller |
| 28 juillet 2017       | Festival de Lanaudière, salle Roland-Brunelle - Centre culturel de Joliette |                                                         | Chef d’orchestre : Christine Jensen Artistes invitées : Ingrid Jensen, Sienna Dahlen                                                               | Œuvres : Porgy & Bess (George Gershwin, arr. Gil Evans), Under the Influence Suite (Christine Jensen) 18 août 2017, Théâtre de Verdure, Parc La Fontaine 18 août 2017, Théâtre de Verdure, Parc Lafontaine |
| 18 août 2017          | Théâtre de Verdure, Parc Lafontaine                                         | Under the Influence Suite - Ice Age Paradise            | Chef d’orchestre : Christine JensenArtiste invitée : Sienna Dahlen                                                                                 | Œuvres de Christine Jensen, Sienna Dahlen |
| 21 septembre 2017     | L'Astral (avec l'appui de la Fondation Socan)                               |                                                         | Chef d’orchestre : John Korsrud (en) (Vancouver). Artistes invités : René Lussier, Lisanne Tremblay, Eugenio "Kiko" Osorio                         | Œuvres de John Korsrud, René Lussier |
| 5 octobre 2017, 19h30 | Maison de la culture Ahuntsic-Cartierville                                  | Under the Influence Suite - Ice Age Paradise            | Chef d’orchestre : Christine Jensen. Artiste invitée : Sienna Dahlen                                                                               | Œuvres de Christine Jensen, Sienna Dahlen |
| 14 décembre 2017      |                                                                             | Cérémonie afro-cubaine                                  | Chef d’orchestre et pianiste invité : Rafael Zaldivar. Percussionnistes invités : Bendik Hofseth (en), de Norvège. Pianiste invité : Luc Beaugrand | Œuvres de Bendik Hofseth |
| 3 mai 2018            | Maison de la Culture Marie-Uguay, Théâtre Paradoxe                          | Under the Influence Suite - Ice Age Paradise            | Chef d’orchestre : Christine JensenArtiste invitée : Sienna Dahlen                                                                                 | Œuvres de Christine Jensen, Sienna Dahlen |
| 17 mai 2018           | L'Astral                                                                    | Premières mondiales : Les Chants du phoenix et éléments | Chef d’orchestre : Philippe Côté. Chanteuse invitée : Mireille Boily                                                                               | Œuvres : Les Chants du Phoenix (Mireille Boily) - Elements (Jean-Nicolas Trottier) commandées par l'ONJM                                                                                                   |

| Date              | Lieu                                                                 | Titre                                                                       | Invités | Oeuvres |
| ----------------- | -------------------------------------------------------------------- | --------------------------------------------------------------------------- | --- | --- |
| 2 juillet 2018    | Monument-National, Festival international de jazz de Montréal (FIJM) | Hommage à Carla Bley                                                        | Chef d’orchestre : Christine Jensen. Artistes invités : Ingrid Jensen, Helen Sung, Lorraine Desmarais, Marianne Trudel, Gentiane MG, Marie Fatima Rudolf et François Bourassa | Œuvres de Carla Bley |
| 22 juillet 2018   | Amphithéâtre Fernand Lindsay, Festival de Lanaudière                 | Chansons d’amour des années de guerre                                       | Chef d’orchestre : Ron Di Lauro. Artiste invitée : Kim Richardson | Œuvres : Répertoire des années de guerre |
| 19 août 2018      | Concert extérieur, Domaine Forget                                    | Diane Dufresne : Événement de clôture du 40e anniversaire du Domaine forget | Chef d’orchestre et arrangeur : Jean-Nicolas Trottier. Artistes invitées : la chanteuse Diane Dufresne et la pianiste Lorraine Desmarais                                      | Œuvres tirées du répertoire de Diane Dufresne et œuvres de Lorraine Desmarais et Jean-Nicolas Trottier. |
| 13 septembre 2018 | Théâtre Rouge du conservatoire                                       | Spirale De Jean-François Groulx                                             | Chef d’orchestre et arrangeur : Benoît Groulx. Artistes invités : Jean-François Groulx, Adrian Vedady, Paul Brochu                                                            | Œuvres de Jean-François Groulx |
| 6 octobre 2018    | Théâtre rouge du conservatoire                                       | Under the Influence Suite - Ice Age Paradise                                | Chef d’orchestre : Christine Jensen Artiste invitée : Sienna Dahlen | Œuvres : Christine Jensen, Under the Influence Suite, œuvre commandée par l'ONJ, Sienna Dahlen, Ice Age Paradise, œuvre arrangée pour l'ONJ. |
| 10 novembre 2018  | L'Astral                                                             | Hommage à Count Basie                                                       | Chef d’orchestre : Ron Di Lauro | Œuvres de Count Basie |
| 8 décembre 2018   | Théâtre Rouge du Conservatoire                                       | Le Retour de Ranee Lee                                                      | Chef d’orchestre : Ron Di Lauro. Artiste invitée : Ranee Lee | Œuvres de Ranee Lee |
| 16 février 2019   | L'Astral                                                             | L'ONJM présente Sonia Johnson                                               | Chef d’orchestre : Jean-Nicolas Trottier. Artiste invité : Steven Taetz | Œuvres de Sonia Johnson et des pièces du répertoire de Billie Holliday, Peggy Lee et Carmen McRae. |
| 23 mars 2019      | Théâtre Rouge du Conservatoire                                       | Fuego cubano                                                                | Chef d’orchestre : Jean-Nicolas Trottier | Œuvres de Johnny Richards et Jean-Nicolas Trottier |
| 4 mai 2019        |                                                                      | Suite 150: A Big Band Portrait                                              | Chef d'orchestre : Richard Gillis. Artiste invité : Will Bonness (piano) | Œuvres : A Common Place (Dean McNeill), From Far & Wide (Richard Gillis), Wenen (Andrew Balfour), Waves (Fred Stride) Ontario's Memories (Hilario Durán (en)), (Jeff Presslaff), The More You Know (Ron Paley (en)), In Paradisum (David Braid), Cirrus (Earl MacDonald (en)), Maple (Christine Jensen), La Nouvelle Nation (Michelle Grégoire) |

| Date              | Lieu                                                           | Titre                                             | Invités | Oeuvres                                         |
| ----------------- | -------------------------------------------------------------- | ------------------------------------------------- | --- | ----------------------------------------------- |
| 3 juillet 2019    | Monument national - Festival international de jazz de Montréal |                                                   | Chef d’orchestre et artiste invité : Sylvester Uzoma Onyejiaka II                                                                                       | Œuvres de Sylvester Uzoma Onyejiaka II          |
| 8 juillet 2019    | Centre d’arts d’Orford                                         | Hommage à Count Basie                             | Chef d’orchestre : Ron Di Lauro | Œuvres de Count Basie                           |
| 20 juillet 2019   | Amphithéâtre Fernand-Lindsay, Festival de Lanaudière           | Hommage à Count Basie et Michel Legrand           | Chef d’orchestre : Ron Di Lauro | Œuvres de Count Basie et Michel Legrand         |
| 14 septembre 2019 | L'Astral                                                       | Miles Smiles - Wayne Shines                       | Chef d’orchestre et arrangeur : Jean-Nicolas Trottier                                                                                                   |                                                 |
| 12 octobre 2019   | Concert de clôture du off festival de jazz - L'Astral          | The Mystic Mind (Lancement du 3e album de l'ONJM) | Chef d’orchestre : Jean-Nicolas Trottier. Artistes invités : le saxophoniste Yannick Rieu, le pianiste Rafael Zaldivar et le guitariste Sylvain Provost | The Mystic Mind Oeuvre de Jean-Nicolas Trottier |
| 9 novembre 2019   | L'Astral                                                       | Sagas sonores                                     | Chef d’orchestre : Christine Jensen. Artiste invitée : Maggi Olin (Suède)                                                                               | Œuvres de Maggi Olin et Christine Jensen        |
| 29 février 2020   | Cinquième Salle de la Place des Arts                           | Aux sources jazz du Rhythm & Blues                | Chef d’orchestre : Jean-Nicolas Trottier. Artiste invitée : la chanteuse Marie-Christine Depestre                                                       | Œuvres tirées du répertoire Rhythm & Blues      |

| Date              | Lieu                                                   | Titre                                | Invités                                                                                                 | Oeuvres | Notes |
| ----------------- | ------------------------------------------------------ | ------------------------------------ | --- | --- | --- |
| 24 septembre 2020 | Cinquième Salle de la Place des Arts (en webdiffusion) | Birth of the Cool (en dixtuor)       | | Œuvres : Birth of the Cool de Miles Davis et Gil Evans & Portraits d'ici                                          | |
| 19 octobre 2020   | Cinquième Salle de la Place des Arts (en webdiffusion) | Jean-Michel Pilc - En liberté        | Chef d’orchestre : Jean-Nicolas Trottier. Artistes invités : Jean-Michel Pilc                           | Œuvres de Jean-Nicolas Trottier                                                                                   | |
| 25 novembre 2020  | Cinquième Salle de la Place des Arts (en webdiffusion) | Les Multiples Visages de Jean Derome | Chef d’orchestre et artiste invité : Jean Derome                                                        | Œuvres : La Force et la Beauté (commande d'œuvre à Jean Derome) et pièces tirées du répertoire de Duke Ellington. | |
| 17 décembre 2020  | Cinquième Salle de la Place des Arts (en webdiffusion) | Art Pepper + 11                      | Chef d’orchestre : Ron Di Lauro                                                                         | Œuvre tirée d’un album réalisé en 1960 par le saxophoniste Art Pepper.                                            | |
| 23 janvier 2021   | Cinquième Salle de la Place des Arts (en webdiffusion) | Tales From Within                    | Chef d’orchestre : Jean-Nicolas Trottier                                                                | Œuvres de Jean-Nicolas Trottier                                                                                   | |
| 18 février 2021   | Cinquième Salle de la Place des Arts (en webdiffusion) | In Full Swing                        | Chef d’orchestre : Taylor Donaldson                                                                     | Œuvres de Taylor Donaldson                                                                                        | |
| 27 mars 2021      | Cinquième Salle de la Place des Arts (en webdiffusion) | Octaèdre                             | Chef d’orchestre : Jean-Nicolas Trottier. Artistes invités : Yannick Rieu et Edgar Bori                 | Œuvres de Jean-Nicolas Trottier                                                                                   | Pour cette occasion, l’ONJM s’est transformé en orchestre à cordes avec harpe et section rythmique.                                         |
| 28 avril 2021     | Cinquième Salle de la Place des Arts (en webdiffusion) | Pandemonia                           | Chef d’orchestre : Joe Sullivan. Artistes invités : Sonia Johnson et Jeff Simons                        | Œuvres de Joe Sullivan                                                                                            | |
| 29 mai 2021       | Cinquième Salle de la Place des Arts (en webdiffusion) | Equal=Orchestra                      | Chef d’orchestre : Christine Jensen. Artistes invités : Tara Davidson, Lina Allemano (en), William Carn | Œuvres de Marianne Trudel, Christine Jensen, Tara Davidson                                                        | Collaboration musicale entre des musiciennes et des musiciens de Montréal et de Toronto partageant les mêmes idées d'équité et d'inclusion. |

| Date                       | Lieu                                       | Titre                        | Invités                                                                                 | Oeuvres |
| -------------------------- | ------------------------------------------ | ---------------------------- | --------------------------------------------------------------------------------------- | --- |
| 22 septembre 2021          | Cinquième Salle de la Place des Arts       | Tribute to Oliver Nelson     | Chef d’orchestre : Ron Di Lauro                                                         | Oeuvres écrites par Oliver Nelson (1932-1975)                                                                      |
| 25 novembre 2021           | Salle Claude-Champagne,                    |                              | Chef d’orchestre : Jean-Nicolas Trottier Big Band de l'UdeM                             | Black, Brown and Beige (en) (Duke Ellington)                                                                       |
| 15 décembre 2021           | Cinquième Salle de la Place des Arts       |                              | Chef d’orchestre : Jean-Nicolas Trottier Invités: Marie-Josée Simard                    | Delta Variations de Christine Jensen De résonances et d'échos de Marianne Trudel Spirales de Jean-Nicolas Trottier |
| 15 janvier 2022            | L'Astral                                   |                              | Chef d’orchestre : Jean-Nicolas Trottier Invitée : Jeanne Rochette                      | |
| 12 mars 2022               | L'Astral                                   | Chakras                      |                                                                                         | Chakras de Jean-Nicolas Trottier                                                                                   |
| 18 avril 2022              | Studio Piccolo                             | Suite for Joe                | Chef d'orchestre : Jean-Nicolas Trottier                                                | Suite for Joe de Jean-Nicolas Trottier                                                                             |
| 21 mai 2022                | L'Astral                                   | Hommage à Denny Christianson | Chef d’orchestre : Ron Di Lauro                                                         | |
| 17 juin 2022               | Camp musical de Val-des-Sources            | Birth of the Cool            |                                                                                         | Oeuvres de Miles Davis, Gil Evans et Gerry Mulligan                                                                |
| 3 juillet 2022             | Festival International de Jazz de Montréal | Equal=Orchestra              | Chef d'orchestre : Christine Jensen                                                     | Oeuvres de Christine Jensen, Marianne Trudel et Tara Davidson                                                      |
| 24 septembre 2022          | Gesù                                       | Jeanne Rochette              | Chef d’orchestre : Jean-Nicolas Trottier Invités : Jeanne Rochette et François Bourassa | Oeuvres de Jeanne Rochette                                                                                         |
| 24 novembre 2022 - ANNULLÉ | Gesù                                       | Laura Anglade                | Chef d'orchestre : Jean-Nicolas Trottier                                                | Oeuvres de Jerome Kern Orchestrations de Nelson Riddle                                                             |

| Date            | Lieu | Titre         | Invités                                  | Oeuvres                                                |
| --------------- | ---- | ------------- | ---------------------------------------- | ------------------------------------------------------ |
| 19 Janvier 2023 | Gesù | Laura Anglade | Chef d'orchestre : Jean-Nicolas Trottier | Oeuvres de Jerome Kern Orchestrations de Nelson Riddle |

## Albums
,,

## Récompenses et nominations
| Année | Prix | Organisme d'attribution du prix |
| ----- | --- | ------------------------------- |
| 2014  | Finaliste - "Composition de l’année"- Marianne Trudel, Dans la forêt de ma mémoire | Prix du CALQ                    |
| 2015  | Finalistes - "Concert de l’année – jazz" - Femmes de jazz «Dans la forêt de ma mémoire», M. Trudel, Orchestre national de jazz, L'Astral, 1er mai 2014,                                                                                           | Prix Opus - 18e édition         |
| 2016  | Finalistes - "Concert de l’année – jazz" - Duke Ellington’s Sound of Love, Orchestre national de jazz de Montréal, Mathias Rüegg - direction musicale, Festival de Lanaudière, 2 août 2015                                                        | Prix Opus - 19e édition         |
| 2017  | Finalistes - "Concert de l’année – jazz" - L’Orchestre national de jazz invite Oliver Jones, Christine Jensen, direction, Maison symphonique, 7 juillet 2016,                                                                                     | Prix Opus - 20e édition         |
| 2018  | Lauréats - "Disque de l’année – jazz" pour Under the Influence Suite, Orchestre national de jazz, Christine Jensen, composition et direction musicale, Sienna Dahlen, paroles et voix (Justin Time Records)                                       | Prix OPUS - 21e édition         |
| 2018  | Lauréats - "Concert de l’année – jazz" pour L’Orchestre national de jazz invite John Hollenbeck et Theo Bleckmann, Orchestre national de jazz, John Hollenbeck, direction et composition, Theo Bleckmann, voix. Au GESÙ (FIJM) le 8 juillet 2017. | Prix OPUS - 21e édition         |
| 2018  | Nomination - "Album de l'année - Jazz" - Under the Influence Suite, Christine Jensen | Gala de l'ADISQ                 |
| 2019  | Finalistes - "Concert de l’année – jazz" - Les Chants du Phoenix \| Elements, Orchestre national de jazz, Mireille Boily, composition, paroles, voix, Jean-Nicolas Trottier, composition, Philippe Côté, chef d’orchestre, L'Astral, 17 mai 2018  | Prix OPUS - 22e édition         |
| 2019  | Finalistes - "Concert de l’année – jazz" - Les 40 ANS du Domaine Forget - Orchestre national de jazz, Diane Dufresne, voix, Lorraine Desmarais, piano, Jean-Nicolas Trottier, chef d’orchestre, Domaine Forget de Charlevoix, 19 août 2018        | Prix OPUS - 22e édition         |
| 2021  | Finalistes - "Disque de l’année – jazz" pour The Mystic Mind, Orchestre national de jazz de Montréal, Jean-Nicolas Trottier, composition et direction musicale, ONJ Production                                                                    | Prix OPUS - 24e édition         |
| 2021  | Finalistes - "Concert de l’année – jazz" - Sagas Sonores, Orchestre national de jazz de Montréal, Maggi Olin, pianiste et compositrice invitée, Christine Jensen, direction musicale, L'Astral, 9 novembre 2019                                   | Prix OPUS - 24e édition         |

## Les musiciens permanents de l'ONJM
| Artiste               | Titre            | Instrument   |
| --------------------- | ---------------- | ------------ |
| Jean-Nicolas Trottier | Chef d'orchestre | Tromboniste  |
| Christine Jensen      | Chef d'orchestre | Saxophoniste |
| Ron Di Lauro          | Chef d'orchestre | Trompettiste |
| Joe Sullivan          | Chef d'orchestre | Trompettiste |
| Jean-Pierre Zanella   |                  | Saxophoniste |
| Samuel Blais          |                  | Saxophoniste |
| André Leroux          |                  | Saxophoniste |
| Frank Lozano          |                  | Saxophoniste |
| Alexandre Côté        |                  | Saxophoniste |
| Jocelyn Couture       |                  | Trompettiste |
| Aron Doyle            |                  | Trompettiste |
| David Carbonneau      |                  | Trompettiste |
| Bill Mahar            |                  | Trompettiste |
| Lex French            |                  | Trompettiste |
| David Grott           |                  | Tromboniste  |
| David Russell Martin  |                  | Tromboniste  |
| Taylor Donaldson      |                  | Tromboniste  |
| Robert Ellis          |                  | Tromboniste  |
| Marianne Trudel       |                  | Pianiste     |
| François Bourassa     |                  | Pianiste     |
| Gentiane MG           |                  | Pianiste     |
| Rafael Zaldivar       |                  | Pianiste     |
| Kate Wyatt            |                  | Pianiste     |
| Steve Raegele         |                  | Guitare      |
| Rémi-Jean LeBlanc     |                  | Contrebasse  |
| Kevin Warren          |                  | Batterie     |

## Équipe de direction
| Poste                            | Nom                   |
| Direction générale et artistique | Jacques Laurin        |
| Direction musicale               | Jean-Nicolas Trottier |
| Contractant                      | Samuel Blais          |
| Musicothécaire                   | Taylor Donaldson      |
| Comptabilité                     | Stéphanie Murphy      |
| Artiste graphique                | Louise Bélisle        |
| Vidéos et photographies          | Randy Cole            |